# Клес
Клес (італ. Cles) — муніципалітет в Італії, у регіоні Трентіно-Альто-Адідже,  провінція Тренто.
Клес розташований на відстані близько 510 км на північ від Рима, 34 км на північ від Тренто.
Населення — 6944 особи (2014).

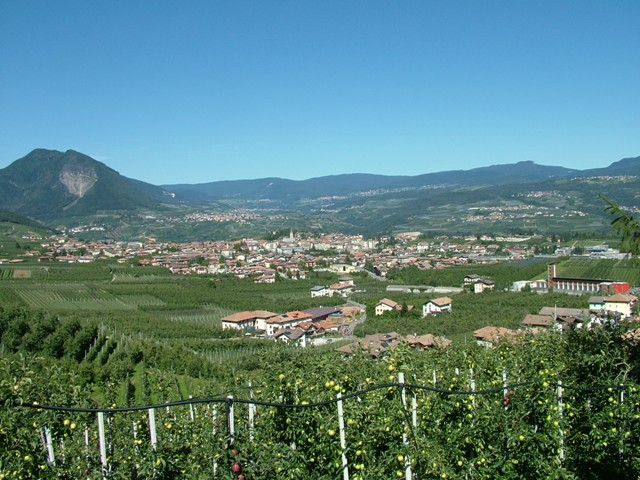

Щорічний фестиваль відбувається 15 серпня. Покровителька — Богородиця Небовзята.

## Демографія
Населення за роками:

Станом на 1 січня 2023 року в муніципалітеті офіційно проживало 813 іноземців з 52 країн, серед них 357 громадян країн Євросоюзу та 10 громадян України.

## Сусідні муніципалітети
- Каньо
- Кальдес
- Кавіццана
- Чис
- Кров'яна
- Дімаро-Фольгарида
- Ліво
- Мале
- Рево
- Санцено
- Вілле-д'Анаунія
- Терцолас